# Kijima Ryosuke
Kijima Ryosuke (木島 良輔 Kijima Ryosuke, sinh ngày 29 tháng 5 năm 1979 ở Chiba) là một cầu thủ bóng đá người Nhật Bản.
Em trai của anh Tetsuya cũng là một cầu thủ bóng đá thi đấu cho FC Maruyasu Okazaki.

## Thống kê sự nghiệp câu lạc bộ
Cập nhật đến ngày 23 tháng 2 năm 2018.
| Thành tích câu lạc bộ | Thành tích câu lạc bộ | Thành tích câu lạc bộ | Giải vô địch | Giải vô địch | Cúp                   | Cúp                   | Cúp Liên đoàn | Cúp Liên đoàn | Tổng cộng | Tổng cộng |
| Mùa giải              | Câu lạc bộ            | Giải vô địch          | Số trận      | Bàn thắng    | Số trận               | Bàn thắng             | Số trận       | Bàn thắng     | Số trận   | Bàn thắng |
| Nhật Bản              | Nhật Bản              | Nhật Bản              | Giải vô địch | Giải vô địch | Cúp Hoàng đế Nhật Bản | Cúp Hoàng đế Nhật Bản | J. League Cup | J. League Cup | Tổng cộng | Tổng cộng |
| --------------------- | --------------------- | --------------------- | ------------ | ------------ | --------------------- | --------------------- | ------------- | ------------- | --------- | --------- |
| 1998                  | Yokohama Marinos      | J1 League             | 2            | 0            | 0                     | 0                     | 0             | 0             | 2         | 0         |
| 1999                  | Yokohama F. Marinos   | J1 League             | 2            | 0            | 2                     | 0                     | 0             | 0             | 4         | 0         |
| 2000                  | Yokohama F. Marinos   | J1 League             | 5            | 0            | 3                     | 1                     | 0             | 0             | 8         | 1         |
| 2001                  | Yokohama F. Marinos   | J1 League             | 20           | 0            | 1                     | 0                     | 7             | 0             | 28        | 0         |
| 2002                  | Yokohama F. Marinos   | J1 League             | 3            | 0            | 0                     | 0                     | 5             | 1             | 8         | 1         |
| 2002                  | Oita Trinita          | J2 League             | 15           | 0            | 1                     | 0                     | -             | -             | 16        | 0         |
| 2003                  | Oita Trinita          | J1 League             | 4            | 0            | 1                     | 0                     | 0             | 0             | 5         | 0         |
| 2004                  | Oita Trinita          | J1 League             | 18           | 3            | 1                     | 0                     | 2             | 1             | 21        | 4         |
| 2005                  | Oita Trinita          | J1 League             | 10           | 0            | 1                     | 0                     | 4             | 0             | 15        | 0         |
| 2006                  | Tokyo Verdy           | J2 League             | 0            | 0            | 0                     | 0                     | -             | -             | 0         | 0         |
| 2007                  | Tokyo Verdy           | J2 League             | 0            | 0            | 0                     | 0                     | -             | -             | 0         | 0         |
| 2008                  | Roasso Kumamoto       | J2 League             | 29           | 7            | 1                     | 0                     | -             | -             | 30        | 7         |
| 2009                  | Roasso Kumamoto       | J2 League             | 45           | 10           | 1                     | 0                     | -             | -             | 46        | 10        |
| 2010                  | Machida Zelvia        | JFL                   | 31           | 16           | 2                     | 0                     | -             | -             | 33        | 16        |
| 2011                  | Matsumoto Yamaga      | JFL                   | 25           | 6            | 4                     | 2                     | -             | -             | 29        | 8         |
| 2012                  | Matsumoto Yamaga      | J2 League             | 6            | 0            | -                     | -                     | -             | -             | 6         | 0         |
| 2012                  | Tokyo Verdy           | J2 League             | 15           | 0            | 1                     | 0                     | -             | -             | 16        | 0         |
| 2013                  | Kamatamare Sanuki     | JFL                   | 32           | 15           | 1                     | 0                     | -             | -             | 33        | 15        |
| 2014                  | Kamatamare Sanuki     | J2 League             | 21           | 6            | 1                     | 0                     | -             | -             | 22        | 6         |
| 2015                  | Kamatamare Sanuki     | J2 League             | 32           | 3            | 2                     | 0                     | -             | -             | 34        | 3         |
| 2016                  | Kamatamare Sanuki     | J2 League             | 14           | 2            | 0                     | 0                     | -             | -             | 14        | 2         |
| 2017                  | Kamatamare Sanuki     | J2 League             | 10           | 0            | 0                     | 0                     | -             | -             | 10        | 0         |
| Tổng                  | Tổng                  | Tổng                  | 339          | 68           | 23                    | 3                     | 18            | 2             | 380       | 73        |